# Malki Vărșeț, Gabrovo
Malki Vărșeț (în bulgară Малки Вършец) este un sat în comuna Sevlievo, regiunea Gabrovo,  Bulgaria. 

## Demografie
Componența etnică a satului Malki Vărșeț
     Bulgari (66,97%)
     Romi (4,65%)
     Turci (27,44%)
     Nicio identificare (0,93%)
La recensământul din 2011, populația satului Malki Vărșeț era de 215 locuitori. Din punct de vedere etnic, majoritatea locuitorilor (66,97%) erau bulgari, existând și minorități de turci (27,44%) și romi (4,65%). Pentru 0,93% din locuitori nu este cunoscută apartenența etnică.